# Свети Илия (Солун)
Вижте пояснителната страница за други значения на Свети Илия.
„Свети Илия“ (на гръцки: Ιερός Ναός Προφήτη Ηλία) е средновековна църква в македонския град Солун, част от Солунската епархия на Вселенската патриаршия, под управлението на Църквата на Гърция. От 1988 година е част от обектите на световното наследство на Юнеско като част от Раннохристиянските и византийските паметници в Солун.
Църквата е разположена в Горния град на естествен хълм на кръстовището на улиците „Олимпия“, „Йоанис Варвакис“ и „Профитис Илияс“. Изградена е във втората половина на XIV век. Църквата вероятно първоначално е била посветена на Христос и е била католикон на манастир, като се предполага, че може би е Акапинският манастир, свързан с Палелоговата династия. След завладяването на града от османците в 1430 година храмът веднага е превърнат в джамия от Бадра Мустафа паша и получава името Ески сарай или Сарайли джамия. След като града попада в Гърция в 1912 година, храмът отново е превърнат в църква и му е дадено днешното име, може би поради грешно тълкувание на турското име.

## Архитектура
В архитектурно отношение представлява внушителна постройка в типичния солунски атонски стил, използван за манастирски католикони. Има кръстообразна форма с голям основен купол с диаметър 5,5 m, а на север и на юг са оформени широки и високи полукръгли конхи. Храмът има още четири малки помещения с куполи, а на запад има просторен правоъгълен нартекс с четири колони, на чийто покрив има нови два купола. На западната и отчасти на северната и южната страна има отворен трем. Изисканата зидария е нетипична за Солун и е копирана от константинополската архитектура.

## Стенописи
В интериора има няколко оцелели стенописа от оригиналната декорация, датиращи между 1360 и 1380 година и отличаващи се с високо качество – необичайно чувство за реализъм и дълбочина на сцените, интензивно движение и видими емоции на фигурите. Това късно палеологово изкуство повлиява силно сръбската средновековна живопис.